# Donacia proxima
Donacia proxima är en skalbaggsart som beskrevs av Kirby 1837. Donacia proxima ingår i släktet Donacia och familjen bladbaggar. Inga underarter finns listade i Catalogue of Life.